# ディノサン
『ディノサン』は、木下いたるによる日本の漫画作品。『月刊コミックバンチ』（新潮社）にて、2021年5月号から2024年5月号まで連載。同誌が最終号を迎えた後は、リニューアルした『コミックバンチKai』へ移籍して、2024年4月26日から連載されている。現在の地球での生存が確認され人の手で繁殖・飼育されている恐竜たちと、彼らを世話する飼育員の奮闘の日々を描く。藤原慎一が監修を担っている。

## 内容
かつて絶滅したと思われていた恐竜は1946年にある島での生存が確認され、人の手を介した繁殖や遺伝子操作により個体数を回復した。一時は恐竜ブームが沸き上がるも、飼育上の事故によりブームは終焉を迎え、恐竜たちは民衆から冷遇されるようになる。時は移って2021年、恐竜園「江の島ディノランド」がそのような世相の流れを受けて経営難に直面している中、恐竜に対する情熱を持つ主人公須磨すずめが新人職員として入社する。すずめは恐竜に対して世間が抱いている悪印象を覆すことを志すが、飼育員としての業務には彼女の予想を超えた困難が待ち受けていた。

## 作風
恐竜を題材とする既存の多くの作品と比べ、人間を襲う怪物ではなく生物という観点が強調されている。具体的には、甘えるギガノトサウルス、角の折れたトリケラトプス、熱中症に陥るトロオドン、痛風を患うディロフォサウルスなどが挙げられる。木下は小学生時代から家業であった畜産業を手伝っており、ニワトリ・ブタ・ウシなどの家畜の飼育の経験が本作にも活かされているのではないかと述べている。
監修は名古屋大学博物館の藤原慎一が担当しており、本編の後には藤原によるコラムが掲載されている。藤原は恐竜の動作の研究を行っており、また絵の製作も好んでいたため、彼の指導教官であった真鍋真から本作の監修を持ちかけられた。具体的な監修のポイントとしては、恐竜の特定の姿勢における筋肉の隆起の仕方や、重心の位置、恥骨に体重を乗せた獣脚類のしゃがみ込みの姿勢、トリケラトプスの香箱座りなどがある。

## 沿革
作者の木下いたるは幼少期から恐竜を好んでいた。また、パラオで居住していたアパートの屋外がジャングルになっており、毎晩聞こえる動物の声から、恐竜を題材とする漫画作品の執筆を思いついたとも語っている。『ジュラシック・パーク』で恐竜の飼育の様子がほとんど描かれていなかったこと、そして肥育や農業の経験があったことから、恐竜の飼育に関する物語の創作を決意した。
日本に帰国して映画館に勤務しながら漫画家としてデビュー。恐竜を物語に組み込むことに苦労し、同じく恐竜を題材とするパニックアクション漫画『ギガントを撃て』を執筆するも、本来描きたかったものは飼育漫画のままであったという。その後、『月刊コミック@バンチ』（新潮社）にて2021年5月号から連載開始。着想から10年越しで実現に至った。同年10月号では同誌の巻頭カラーを飾り、次号と2号連続して木下の描き下ろしイラストが描かれた「ディノランド恐竜カード」が同梱された。
第1巻は同年9月9日に発売。単行本の初回購入特典として江の島ディノランド入場チケットを再現した栞が付属したほか、一部店舗ではトリケラトプスのマサルのシールが付属した。
2023年1月には、2022年中に発売・発表された漫画作品のうち月刊コミックバンチ編集長・榎谷純一のイチオシとして選出されている。

## 登場恐竜
ユキ（雌）
ギガノトサウルス。強面な見た目に反して繊細な性格で、甘えん坊で普段と違うことが起きるとプチパニックになる。
マサル（雄）
隻角のトリケラトプス。過去にストレスの積み重ねにより、片方の角を自ら折ってしまう。箱猫座りの仕草がとあるカップルがインスタグラムに投稿したことで話題になる。
ニコ（雄）
トロオドン夫婦の夫。
ヴェナ（雌）
トロオドン夫婦の妻。
ロイ（雄）
ディロフォサウルス。痛風を患い、うまく狩りができなくなっている。某恐竜映画のものとは違い、"毒は吐かない"。
花子（雌）
ティラノサウルスのおばあちゃん。江ノ島恐竜園一の長老で、最近は外に出るどころか動くのも億劫になっているが、それでも嗅覚や狩猟本能は衰えていない様子。
アイガー
スピノサウルス。江ノ島恐竜園の人気ナンバー1。初登場時は狩りが上手くなく、魚を流しては不機嫌になる様子だったが、時が経つにつれて忍耐と観察眼を身につけ狩りが上達する。
イチゴ（雌）
若いアロサウルスで、現在は故竜。かつて外部作業員が起こした事故によりパニックを起こし、従業員を食殺し脱走を図るが、脱走対策班により射殺される。
ベンケイ（雄）
子竜のトロオドンで、ニコ・ヴェナ夫妻の息子。他の兄弟たちに比べると小柄かつ非力で内弁慶な性格から名付けられた。
ハチベエ（雄）
パキケファロサウルス夫婦の夫。
デイジー（雌）
パキケファロサウルス夫婦の妻で、現在は故竜。

## 書誌情報
- 木下いたる・藤原慎一（監修）『ディノサン』新潮社〈バンチコミックス〉、既刊7巻（2025年1月8日現在）
  1. 2021年9月9日発売[5][12]、ISBN 978-4-10-772421-2
  2. 2022年4月8日発売[13]、ISBN 978-4-10-772485-4
  3. 2022年9月8日発売[14]、ISBN 978-4-10-772529-5
  4. 2023年4月7日発売[15]、ISBN 978-4-10-772590-5
  5. 2023年12月8日発売[16][17]、ISBN 978-4-10-772670-4 / ISBN 978-4-10-772624-7（マサルお座りマスコット付き限定版）
  6. 2024年7月9日発売[18]、ISBN 978-4-10-772731-2
  7. 2025年1月8日発売[19]、ISBN 978-4-10-772783-1